# Uvira (Kongo)
Uvira ist eine Stadt am Nordufer des Tanganjikasees im gleichnamigen Bezirk der Provinz Sud-Kivu in der Demokratischen Republik Kongo. 2005 hatte Uvira 170.422 Einwohner (Stand 1. Januar 2005), während es 1984 laut Zensus 74.432 waren. Die Stadt liegt an der Straße nach Bukavu und Bujumbura. Früher gab es eine Zuckerfabrik in Uvira, diese ist aber bereits seit mehreren Jahren bankrott.
Der nahe der Stadt liegende Hafen Kalundu (französisch Port de Kalundu) wird von der Société Nationale des Chemins de fer du Congo betrieben und verfügt über 2 Kais. Jede Kaianlage ist mit einem Derrickkran ausgestattet. Es bestehen im Hafen freie und überdachte Lagerkapazitäten. Die Versandung der Hafeneinfahrt bildet ein permanentes Problem. Das Hafengelände (3° 26′ 3,6″ S, 29° 7′ 52,4″ O) ist zugleich ein Grenzübergang und eine Zollabfertigungsstelle.
Uvira ist Sitz einer Diözese der römisch-katholischen Kirche (Bistum Uvira) und liegt in der Erzdiözese Bukavu.
Aus Uvira stammt der Fußballspieler Assani Lukimya.
Bei Überschwemmungen nach Regen im April 2020 sind in der Stadt Uvira 3.500 Häuser zerstört und in der Provinz Sud-Kivu 24 Menschen, überwiegend Kinder, getötet worden.

## Bezirk Uvira
Uvira ist einer der acht Bezirke in der Provinz Sud-Kivu. Er grenzt im Norden an den Sud-Kivu Bezirk Walungu, im Osten an Burundi und den Tanganjikasee, im Süden an den Sud-Kivu Bezirk Fizi und im Westen an den Sud-Kivu Bezirk Mwenga.